# Michałowice (województwo małopolskie)
Michałowice – wieś w Polsce położona w województwie małopolskim, najstarsza wieś w powiecie krakowskim, w gminie Michałowice, przy drodze krajowej E77.
Michałowice noszą tę nazwę od 1115 roku, czyli od daty śmierci swego protoplasty komesa Michała Adwańca, zarządcy majątku. Herb Michałowic jest inspiracją herbu rodu Adwańców. Od XIII wieku była własnością klasztoru bożogrobców w Miechowie. Wieś w końcu XVI wieku była pod administracją powiatu proszowskiego w XVII, XVIII, XIX i pierwszej połowie XX w powiatu miechowskiego województwa krakowskiego.  Wieś jest siedziba gminy od 1866 roku i od 1 czerwca 1949 roku siedzibą parafii pw Najświętszej Marii Panny Królowej Korony Polskiej. W 1912 roku powstała z inicjatywy dziedzica Tadeusza Dąbrowskiego, właściciela apteki Maksymiliana Jarzębińskiego i kilku światłych gospodarzy pierwsza w gminie Straż Pożarna. W latach 1954–1972 wieś należała i była siedzibą władz gromady Michałowice. W latach 1975–1998 miejscowość administracyjnie należała do województwa krakowskiego.

## Części wsi
| SIMC    | Nazwa       | Rodzaj    |
| ------- | ----------- | --------- |
| 0326026 | Granice     | część wsi |
| 0326032 | Kmieciówka  | część wsi |
|         | Kolonia     | część wsi |
| 0326049 | Komora      | część wsi |
|         | Mały Kraków | część wsi |
| 0326055 | Michałówka  | część wsi |
| 0326061 | Podedworze  | część wsi |
| 0326078 | Podgaje     | część wsi |
|         | Podlesie    | część wsi |
| 0326084 | Pustki      | część wsi |
|         | Ślebodzyń   | część wsi |
| 0326090 | Warszawka   | część wsi |

## Zabytki
Obiekt wpisany do rejestru zabytków nieruchomych województwa małopolskiego.
- Zespół dworski: dwór, spichlerz, stajnia, park.

### Miejsca pamięci
Obelisk zwieńczony orłem strzeleckim postawiony w południowej części wsi zwanej Komora i odsłonięty 11 listopada 1936 roku przy trasie E 77 (Kraków – Warszawa). Na obelisku znajduje się napis: W tym miejscu na rozkaz komendanta Józefa Piłsudskiego I Kompania Kadrowa Legionów Polskich 6 sierpnia 1914 roku idąc w bój o honor i wolność Ojczyzny obaliła słupy graniczne byłych państw zaborczych. W Michałowicach była oddzielająca zabory austriacki i rosyjski  komora celna, posterunki graniczne, karczmy i plac targowy, ale wszystko to zostało zburzone i rozebrane po odzyskaniu niepodległości w 1919-1921 roku nawet drzewa zostały wycięte aby nie został ślad granicy zaborów.  

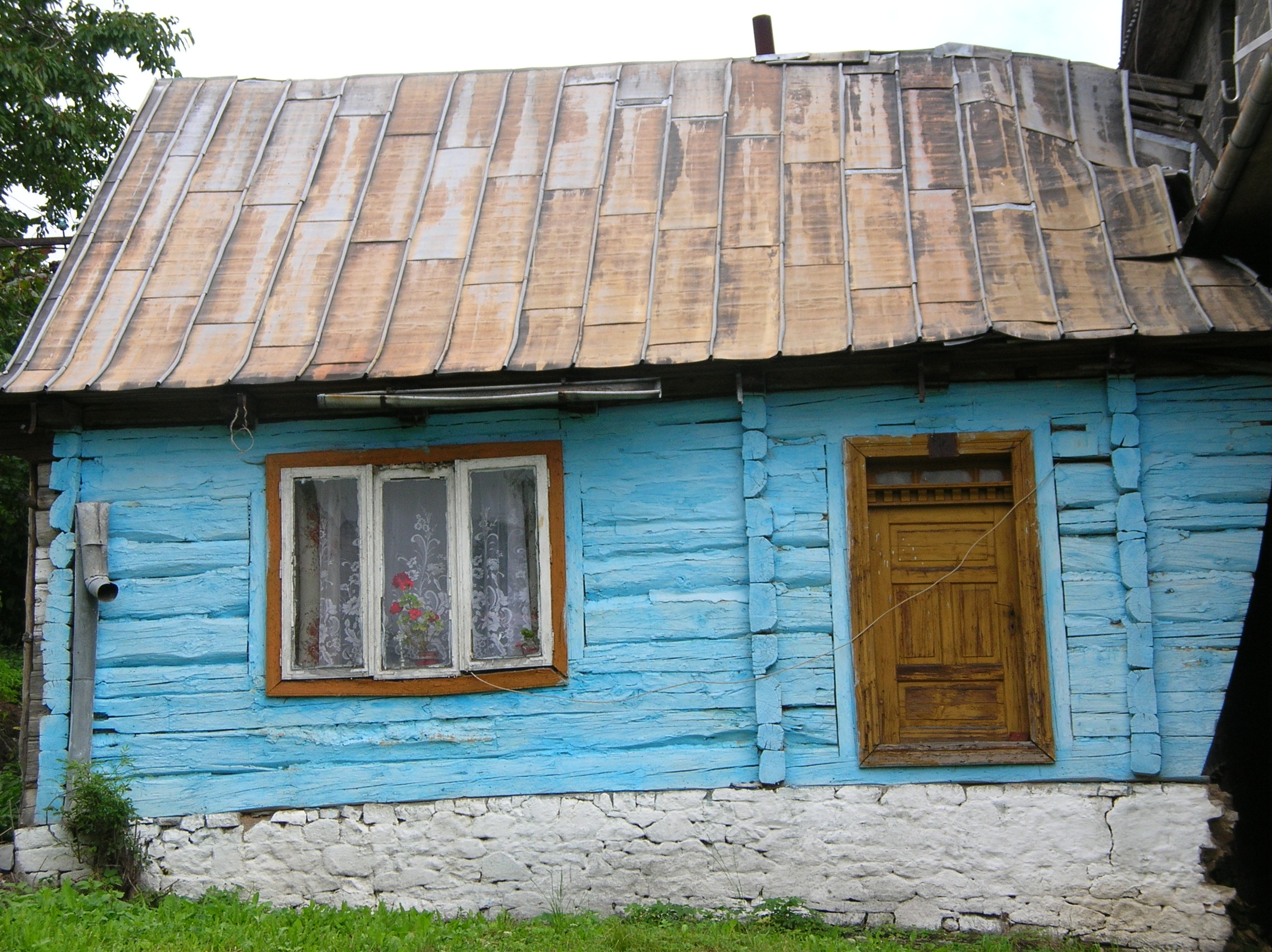
Zabytkowa drewniana chata w Michałowicach
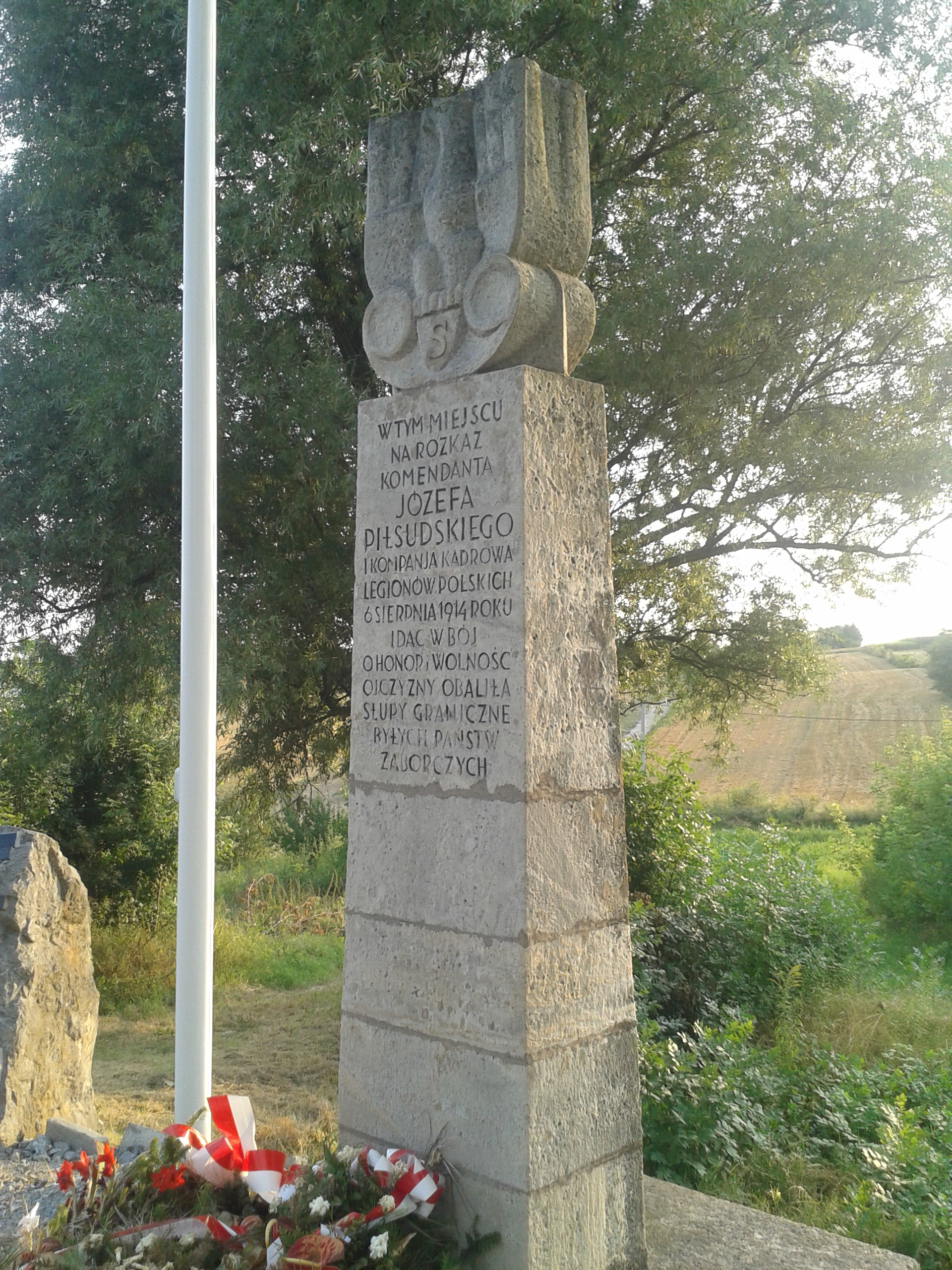
Obelisk na pamiątkę I Kompanii Kadrowej
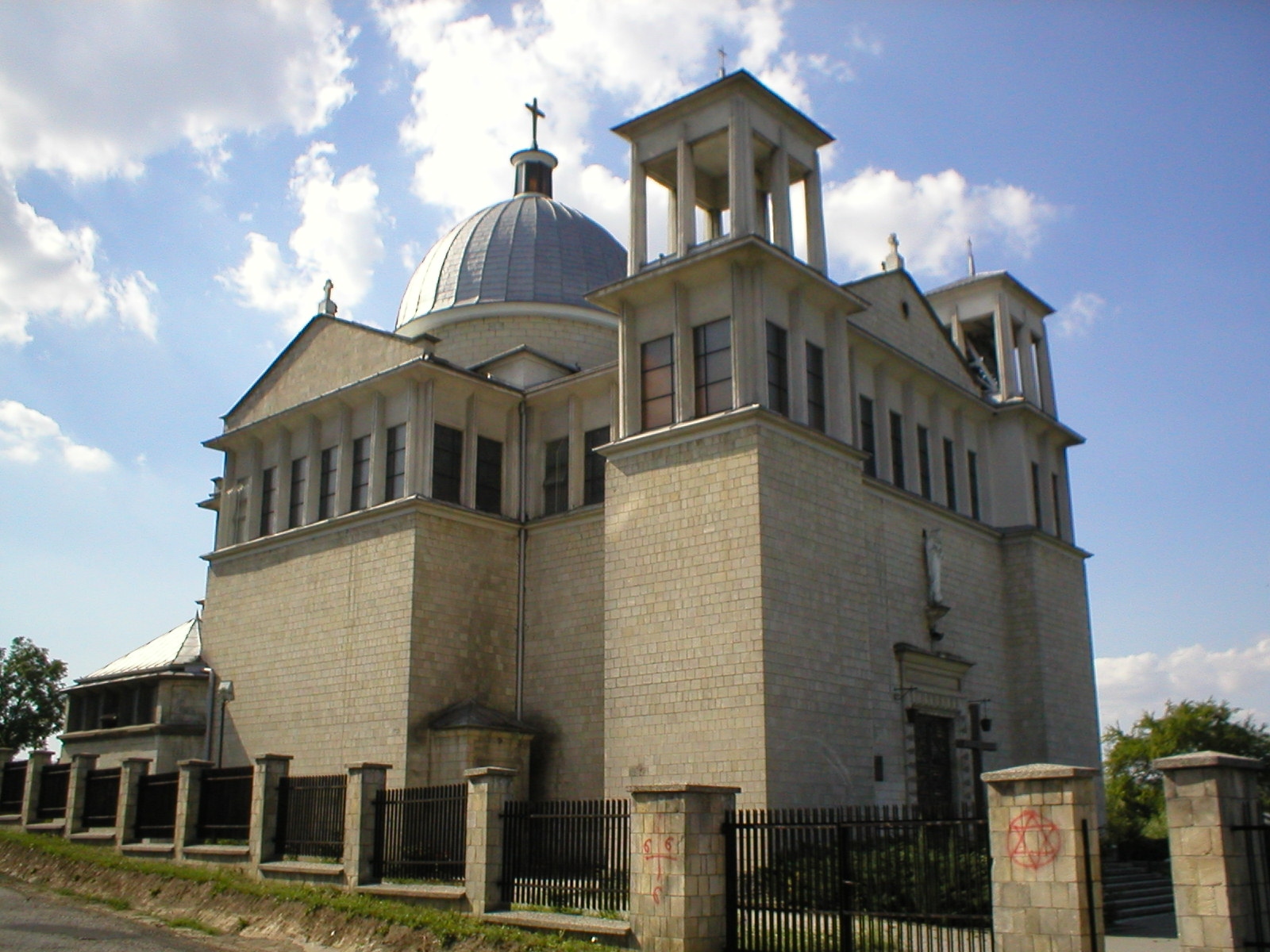
Kościół NMP Królowej Polski
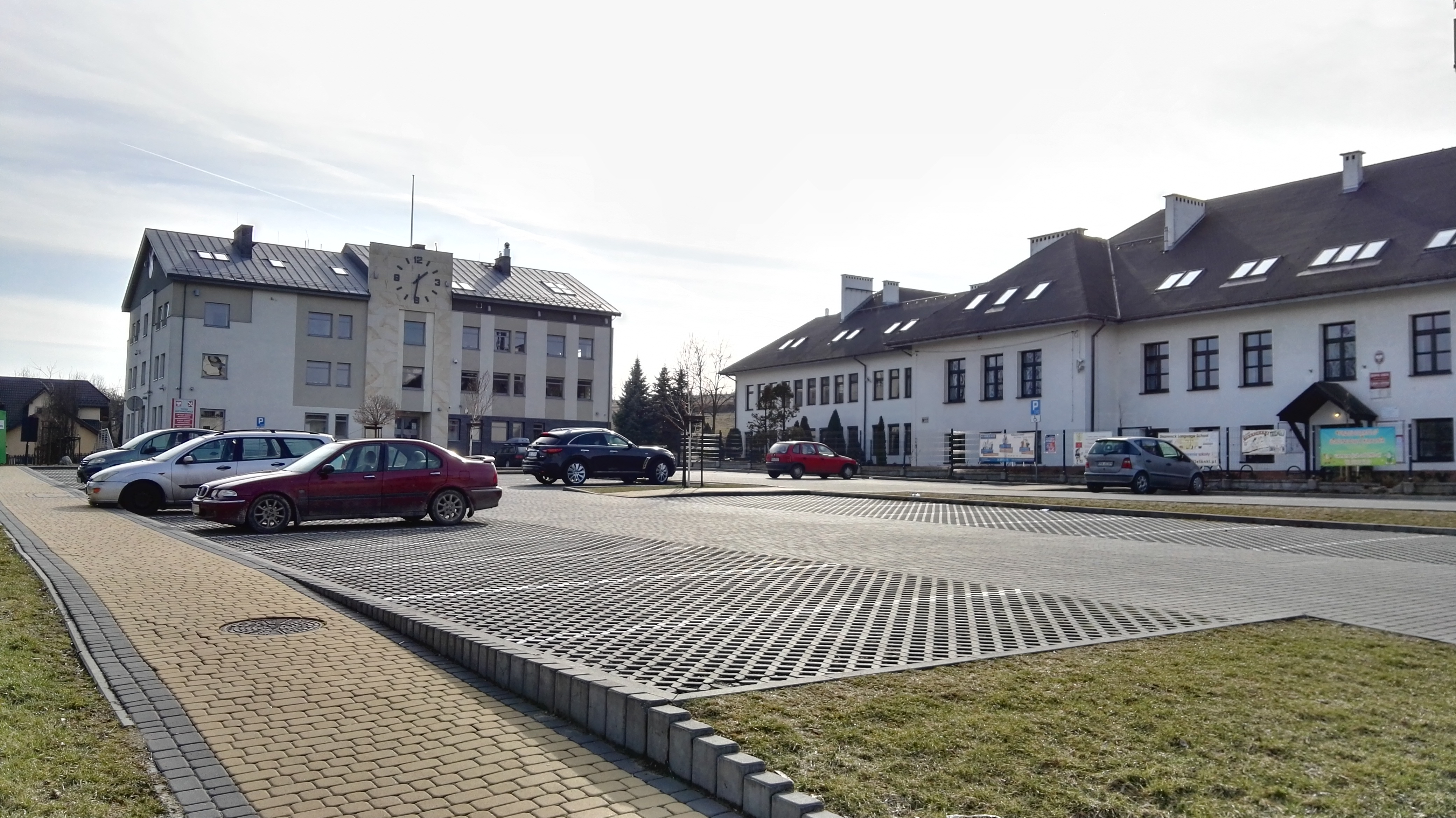
Urząd gminy, podstawówka i gimnazjum